# Вислох
Вислох (на немски: Wiesloch) е град в провинция Баден-Вюртемберг, Германия.
Разположен е на 13 km южно от Хайделберг. Населението му е 26 034 души към 31 декември 2010 г.
През 1973 г. към Вислох се присъединяват съседните Алтвислох, Байертал, Фрауенвайлер и Шатхаузен, за да формират едноименната община.

## История

### Фосили
В района на Вислох (на територията на Фрауенвайлер) са намерени най-старите познати останки от колибри. Те са датирани към ранния олигоцен, когато на това място се е наблюдавал влажен субтропичен климат.

### Битки
В района на Вислох се провеждат 3 големи битки – битката при Минголсхайм на 27 април 1622 г. (по време на Тридесетгодишната война), битката при Вислох на 16 август 1632 г. (по време на същата война) и битката при Вислох от 3 декември 1799 г. (по време на Втората антифренска коалиция).
На 28 януари 1689 г. Вислох е атакуван от френската армия по време на Деветгодишната война и е почти напълно разрушен.

### Берта Бенц
Аптека в центъра на Вислох е известна като първата бензиностанция в света. На 5 август 1888 г. Берта Бенц спира тук по време на първото по-дълго пътуване с изобретения от нейния съпруг Карл Бенц автомобил Benz Patent Motorwagen, за да зареди с лек бензин, продаван под търговското име „лигроин“ – течност, използвана на времето предимно в лаборатории и като средство за почистване, която обаче е ползвал за гориво и първият автомобил. Съпругата на конструктора предприела пътуването от Манхайм до Пфорцхайм сама с 2-те си деца, като имала за цел да покаже безопасността на новото изобретение. Изминаването на разстоянието от около 100 km отнело 1 ден.

## География
Вислох е разположен в южните склонове на планината Оденвалд, на 20-на километра от р. Рейн.

## Икономика
На територията на Вислох се намира централата на финансовия гигант MLP AG, както и най-големият в света концерн за производство на печатарски машини Heidelberger Druckmaschinen.

## Транспорт
Вислох споделя обща гара със съседния гр. Валдорф.